# ワルテル・マルティネス
ワルテル・マルティネス（Walter Julián Martínez Ramos、1982年3月28日 - 2019年8月11日）は、ホンジュラスの元サッカー選手。元ホンジュラス代表。ポジションはフォワード。

## 経歴
2002年11月にホンジュラス代表デビュー。2009年からは出場機会が増え、2009 CONCACAFゴールドカップでは2得点をあげチームもベスト4となる。2010 FIFAワールドカップでもグループリーグの全3試合に出場した。2011年までに49試合に出場、12得点をあげた。

## 代表歴

### 出場大会
- ホンジュラス代表
  - 2010 FIFAワールドカップ

### 試合数
- 国際Aマッチ 49試合 12得点（2002年-2011年）[1]

| ホンジュラス代表 | 国際Aマッチ | 国際Aマッチ |
| 年               | 出場        | 得点        |
| ---------------- | ----------- | ----------- |
| 2002             | 1           | 0           |
| 2003             | 2           | 0           |
| 2004             | 0           | 0           |
| 2005             | 0           | 0           |
| 2006             | 2           | 1           |
| 2007             | 4           | 2           |
| 2008             | 6           | 2           |
| 2009             | 16          | 4           |
| 2010             | 9           | 1           |
| 2011             | 9           | 2           |
| 通算             | 49          | 12          |